# Minna Heeren

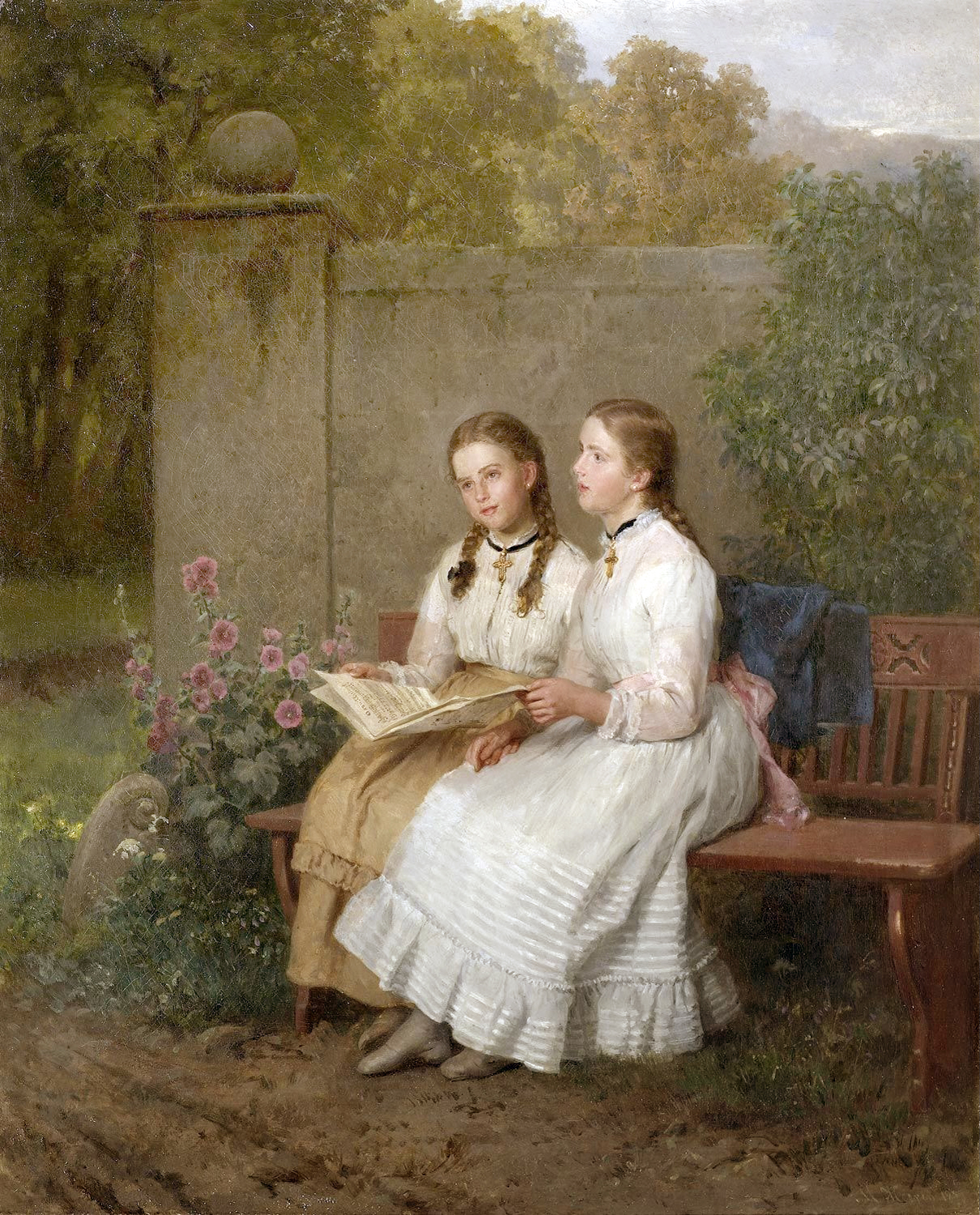
Singende Mädchen, 1873

Henriette Wilhelmine „Minna“ Heeren (* 26. Oktober 1823 in Hamburg; † 7. Mai 1898 ebenda) war eine deutsche Genremalerin.

## Leben
Minna Heeren erlernte die Malerei in Hamburg als Autodidaktin. In den Jahren 1848 bis 1857 erhielt sie Privatunterricht bei verschiedenen Malern in Dresden und Düsseldorf. In Düsseldorf ließ sie sich 1857 nieder und blieb bis 1880. Sie gilt als Mitglied der Düsseldorfer Malerschule. Sie schuf Bilder vom Leben der Bauern und Kinder. Minna Heeren blieb unverheiratet.

## Familie
- Christian Matthias Schröder, Urgroßvater, Hamburger Bürgermeister von 1816